# Tamuín
Tamuín (del huasteco: Tam Inik ‘Lugar de los hombres’) es una población del estado mexicano de San Luis Potosí y cabecera municipal del Municipio de Tamuín. Cuenta con importantes recursos naturales como el Río Tampaón y la sierra del Abra-Tanchipa, así como una población principalmente indígena y mestiza.
Las mayores actividades económicas del municipio y la localidad, son la ganadería, agricultura, industria de la [manofactura], el comercio local y el turismo.

## Toponimia
En diferentes épocas el nombre actual de Tamuín lo han escrito de diferentes maneras: Tamui, Tamuche, Tamuchi, Tam-Ohin, Tamo-Oxxi, Tam-Huinic, Tamuyn, Tamohi, Tamnoc, y la significación también ha sido diferente se dice que: ‘lugar de catán’, ‘lugar de mosquitos’ y otra versión nos dice que proviene de Tam-Huinic cuya traducción es ‘lugar del libro del saber’. Lo que nos refiere que fue el centro ceremonial más importante de toda la huasteca.[cita requerida]

## Reseña histórica
Fue en Tamuín donde se concedió la primera merced de tierra en la huasteca potosina. En 1555, el Virrey ordenó al lacalde mayor de Pánuco que no pusiese impedimento en las pesquerías que tenían los indios de Tamuín y Tampico y en 1585, Fray Juan Patiño fue nombrado guardián de Tamuín.
En el año de 1787, se puso en vigor el sistema de las intendencias. Se extinguió la antigua alcaldía mayor de la Villa de los Valles y pasó a formar parte de la muy extensa intendencia de San Luis Potosí, cuyos límites llegaban hasta lindar con La Luisiana por el noreste y Tamuín siguió teniendo categoría política de simple pueblo. En el año de 1793 el religioso franciscano fray Cristóbal Herrera Alcorcha, en su informe sobre las misiones,[cita requerida] lo describe como el «Santuario de Tamud o Tamuín».
En 1824, se promulgó la Constitución de la República Mexicana, que erigió la antigua provincia como Estado Libre y Soberano. Se dictó la primera Constitución Política del Estado de San Luis Potosí, por el Congreso Constituyente del Estado, el 16 de octubre de 1826 y casi un año después, por el decreto N.º 61 promulgado el 8 de octubre de 1827, se nombraron algunos ayuntamientos del estado, entre ellos el de Tamuín, que se componía de un alcalde, dos regidores y un procurador síndico. Poco después se dictó la Ley de Arreglo de Municipios y allí se mencionó la Villa de Tamuín como perteneciente al partido de Ciudad Valles.
En marzo de 1831, el teniente coronel de ingenieros don Francisco Pocelli remontó el río Pánuco desde Tampico en un buque de vapor y llegó hasta Tamuín. Este suceso fue todo un acontecimiento que conmovió a la región, pues fue la primera vez que veían semejante embarcación.
Por decreto del 30 de junio de 1845 dictado por la asamblea del departamento de San Luis Potosí, el ayuntamiento de Tamuín pasó a depender del distrito de Valles.

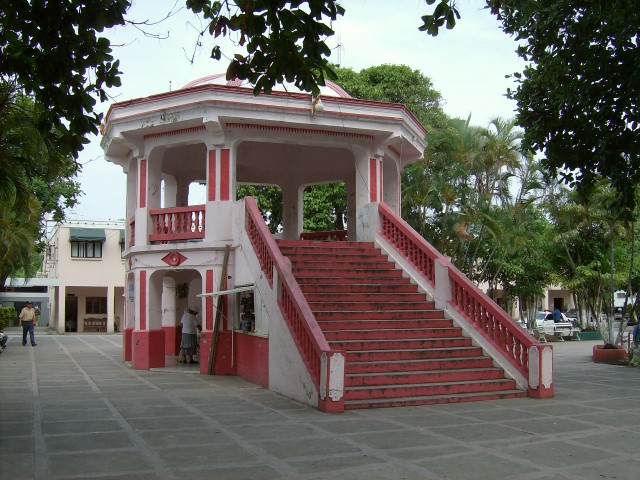
Plaza principal, Tamuin, S.L.P.

En esa época, el pueblo de Tamuín estaba ubicado al sur de donde se encuentra ahora. El primitivo nombre de aquel lugar era el de El Choyal.
Para la fundación de Tamuín en el lugar denominado La Cofradía, en 1892, se tomaron de la hacienda de El Limón; diecinueve mil hectáreas las cuales se repartieron en 17 ejidos, correspondiendo a cada ejidatario veinte hectáreas aproximadamente.
En agosto de 1953, con la creación del Programa de Bienestar Social Rural, dio inicio el primer programa piloto en cuatro regiones del país. Las zonas fueron seleccionadas por sus particularidades antropológicas, culturales, económicas y sanitarias. Creando los llamados «Centros Piloto» que operaban con apoyo de brigadas móviles; uno de ellos se estableció en Tamuín, San Luis Potosí. Con esta estrategia se educó y organizó a los habitantes de las comunidades rurales para participar activamente en la lucha por la salud pública. 
En 1955 la villa de Tamuín quedó totalmente inundada cerca de tres semanas a consecuencia del temporal de lluvias provocado por los ciclones Gladys e Hilda. Durante todo este tiempo la población estuvo incomunicada, ya que la carretera quedó muy destruida. Este desastre motivó que el presidente don Adolfo Ruiz Cortinez estuviera en Tamuín. 
El 1 de diciembre de 1963, el entonces presidente de la república, Adolfo López Mateos inauguró la primera fábrica Nestlé en Tamuin. 
El 27 de agosto de 1993, el presidente Carlos Salinas de Gortari inauguró la planta Nestlé productora de leche en polvo más grande del continente americano y una de las más importantes del mundo.[cita requerida]
El 13 de noviembre de 2012, el presidente de la república, Felipe Calderón Hinojosa, inauguró el tramo del libramiento Valles-Tamuín, en este municipio.

## Localización

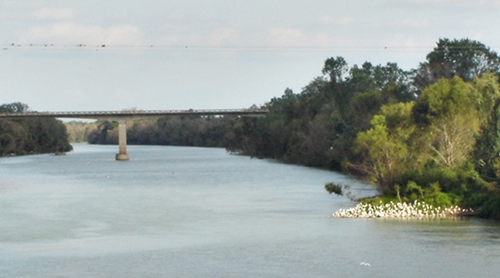
Puente sobre el río Tampaon, Tamuin, S.L.P.

Se localiza en la porción oriental conocida como Huasteca del estado de San Luis Potosí, colinda al norte con el estado de Tamaulipas, al sur con San Vicente Tancuayalab y Tanlajás, al este con los municipios de Ébano y al oeste con Ciudad Valles.

## Hidrografía

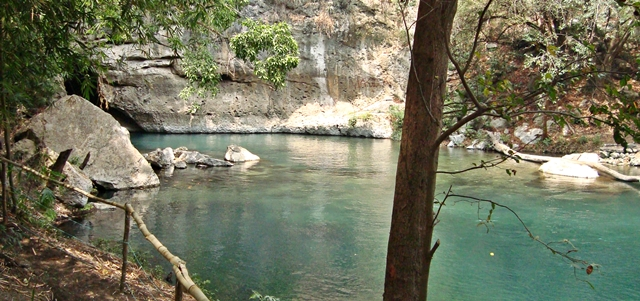
El nacimiento, Tamuin, S.L.P.

Este municipio es atravesado en su parte central por el río Tampaón y se une al río Moctezuma para formar el río Pánuco que desemboca en el golfo de México.
También se localizan en esta región las lagunas: Los Patitos, Tansey, Brasil, San José del Limón, Palmas Cortadas y Mirador.

## Clima
El clima es cálido durante la mayor parte del año tornándose de fresco a frío entre los meses de noviembre a febrero.
| Parámetros climáticos promedio de Tamuin                                                  | Parámetros climáticos promedio de Tamuin | Parámetros climáticos promedio de Tamuin | Parámetros climáticos promedio de Tamuin | Parámetros climáticos promedio de Tamuin | Parámetros climáticos promedio de Tamuin | Parámetros climáticos promedio de Tamuin | Parámetros climáticos promedio de Tamuin | Parámetros climáticos promedio de Tamuin | Parámetros climáticos promedio de Tamuin | Parámetros climáticos promedio de Tamuin | Parámetros climáticos promedio de Tamuin | Parámetros climáticos promedio de Tamuin | Parámetros climáticos promedio de Tamuin |
| Mes                                                                                       | Ene.                                     | Feb.                                     | Mar.                                     | Abr.                                     | May.                                     | Jun.                                     | Jul.                                     | Ago.                                     | Sep.                                     | Oct.                                     | Nov.                                     | Dic.                                     | Anual                                    |
| ----------------------------------------------------------------------------------------- | ---------------------------------------- | ---------------------------------------- | ---------------------------------------- | ---------------------------------------- | ---------------------------------------- | ---------------------------------------- | ---------------------------------------- | ---------------------------------------- | ---------------------------------------- | ---------------------------------------- | ---------------------------------------- | ---------------------------------------- | ---------------------------------------- |
| Temp. máx. abs. (°C)                                                                      | 33                                       | 36                                       | 39                                       | 46                                       | 49                                       | 47                                       | 45                                       | 42                                       | 38                                       | 35                                       | 34                                       | 31                                       | 38                                       |
| Temp. máx. media (°C)                                                                     | 18                                       | 21                                       | 26                                       | 32                                       | 35                                       | 36                                       | 31                                       | 29                                       | 27                                       | 26                                       | 22                                       | 19                                       | 30                                       |
| Temp. mín. media (°C)                                                                     | 0                                        | 5                                        | 9                                        | 14                                       | 19                                       | 22                                       | 23                                       | 23                                       | 18                                       | 13                                       | 6                                        | -1                                       | 9                                        |
| Temp. mín. abs. (°C)                                                                      | -10                                      | -6                                       | -2                                       | 10                                       | 12                                       | 14                                       | 15                                       | 11                                       | 4                                        | -3                                       | -8                                       | -13                                      | 0                                        |
| Precipitación total (mm)                                                                  | 4                                        | 7                                        | 6                                        | 4                                        | 9                                        | 107                                      | 189                                      | 143                                      | 76                                       | 23                                       | 9                                        | 10                                       | 745                                      |
| Fuente: Wunderground Weather, Tamuin, San Luis Potosí, México, Temperatura Promedio 2010. |                                          |                                          |                                          |                                          |                                          |                                          |                                          |                                          |                                          |                                          |                                          |                                          |                                          |

## Actividades económicas

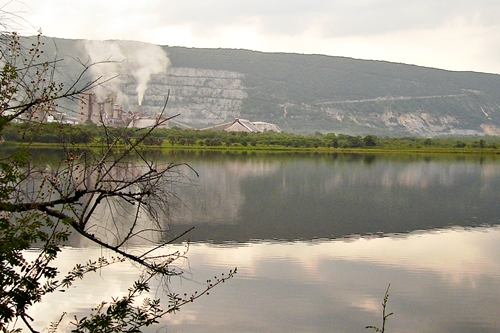
Planta de cemento, Tamuin, S.L.P.

Agricultura: los cultivos más comunes son maíz, sorgo, fríjol, caña de azúcar, papaya y algunas hortalizas. Las carreteras que cruzan por el municipio de Tamuín tienen un paisaje totalmente agrícola de estos cultivos. En la parte central existen zonas dedicadas a la actividad agrícola de riego y temporal, también hay de tipo pastizal cultivado selva baja caducifolia y selva media y tular. Cuenta con corrientes tropicales que se utilizan para producir carbón y celulósicos.
Artesanías: existen varios artesanos en el municipio trabajando diferentes piezas, algunas como las máscaras de madera usadas el día de muertos o Xhantolo. También se fabrican piezas de llantas recicladas, figuras como aves y maceteros de piso.[cita requerida]
Ganadería: en el municipio se cría ganado bovino principalmente, pero también se cría el ganado porcino, equino, bovino y caprino.
Manufactura: en el municipio se encuentra una planta productora de cemento del Grupo Cemex, dos unidades de generación de energía eléctrica (Central termoeléctrica) operada por AES Corporation de 250 MW cada una (500 MW netos) un rastro y 2 empacadora calidad TIF: Grupo Gusi y Praderas Huastecas, así como una maquiladora de costales para embalaje industrial propiedad de Ensacar México.
Pesca: destaca la pesca de catán, carpa de río, mojarra, camarón y acamaya.
Turismo: las zonas arqueológicas más representativas del estado se ubican en Tamuin. Además, en este municipio se localiza el temazcal más conocido del estado (Hotel Taninul).
Medios: cuenta con un canal de televisión local que transmite señal por canal 4, de nombre comercial TeleImagen, el cual emplea al 2 % de la población de Tamuín. Esta misma empresa ofrece servicios de televisión por cable.
Cuenta con un moderno y amplio aeropuerto, el único de la región Huasteca Potosina. Si bien la mayoría de los vuelos son privados, existieron vuelos comerciales de la línea Aeromar provenientes de la Ciudad de México, San Luis Potosí y Tampico, esto con el fin de promocionar turísticamente toda la región de la Huasteca Potosina, pero no tuvieron el éxito esperado y fueron cancelados.

## Sitios arqueológicos
En el municipio de Tamuín se localizan tres de los más importantes sitios de la cultura huasteca: Tamtok, El Consuelo y Tzintzin-Lujub.

### Tamtoc

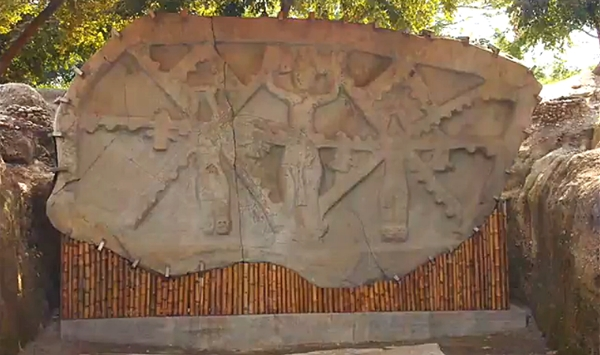
Monumento 32, zona arqueológica Tamtoc

Tamtok o Tamtoc, ubicado en Tamuín, San Luis Potosí, ocupa un lugar sumamente importante en la historia arqueológica de la Huasteca. Situado en una planicie dentro de un gran meandro del río Tamuín, reúne 50 montículos medianos o chicos, dominados por dos grandes lomas naturales que en un principio se confundieron con pirámides. Cuenta con una plaza ceremonial compuesta por 23 edificios, cinco plataformas de uso ritual en el centro, que estaban rodeadas por 13 casas redondas de uso habitacional y dos grandes edificios rectangulares con terrazas de uso probablemente social. El conjunto permite tener una idea de lo que debía ser la vida religiosa del grupo de familias nobles que dominaban el pueblo de Tamtok, practicando el culto de la fertilidad y de su divinidad principal.
Tantoc o Tamtok significa, en lengua indígena tenek, ‘lugar de las nubes de agua’. Se encuentra sobre una extensión de 133 hectáreas, en las márgenes del río Tamuín, a una hora por carretera de Ciudad Valles, San Luis Potosí. Fue descubierta a finales del siglo XIX. Hacia 1937, se hizo el primer registro de monumentos arqueológicos en lo que entonces era el rancho El Aserradero, donde hoy se ubica Tamtok. Desde esos días se consideró que la ciudad huasteca podría ser tan grande como Teotihuacán.
Entre 1962 y 1965, el arqueólogo francés Stresser-Péan delimitó el área y realizó excavaciones parciales. Los trabajos de rehabilitación integral empezaron el 6 de agosto de 2001. Hasta entonces el sitio era prácticamente desconocido.
Con una inversión de 18 000 000 (dieciocho millones) de pesos, en estos cuatro años de trabajos se han consolidado 70 estructuras de las 255 detectadas.
Tamtok vivió su periodo de máximo esplendor entre los años 200 y 1300 d. C., cuando llegó a tener una población de aproximadamente 4000 habitantes. A juzgar por los vestigios encontrados, se trataba de una sociedad sedentaria bien organizada, que vivía principalmente de la agricultura. En el conjunto se ha identificado un urbanismo único en toda Mesoamérica. Presumiblemente la ciudad fue abandonada antes de la llegada a la región de los conquistadores españoles.
Una característica que distingue a Tamtok es la notable presencia femenina. Por ejemplo, 90 % de los entierros descubiertos en la zona son de mujeres. Y la gran mayoría de las figurillas de arcilla y cerámica encontradas en la zona, representan a mujeres.

### El Consuelo

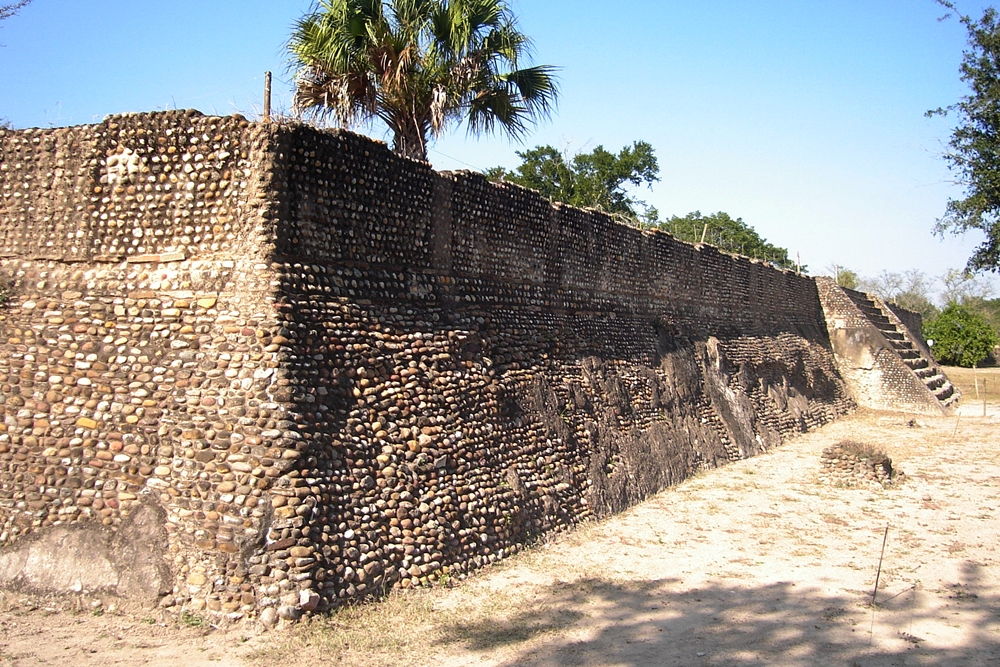
Zona arqueológica El Consuelo

Localizado al sureste de la ciudad de Tamuín, se llega al sitio arqueológico por la carretera federal n.º 70 que va hacia Tampico; en el kilómetro 284 se entronca con la carretera estatal n.º 170 y, 6 km adelante, se encuentra la entrada.
La zona arqueológica se conoce con los nombres de Tamuín —por el municipio— y El Consuelo, por el rancho que se encuentra en las cercanías. El pueblo de Tamuín o Tamohí, vocablo que en lengua de los tének significa lugar de efervescencia, fue construido entre los siglos XIII a XVI y quedó despoblada a comienzos de la conquista.
Entre las principales zonas arqueológicas de la región huasteca —que abarca el sur de Tamaulipas, el norte de Veracruz y el oriente de San Luis Potosí e Hidalgo— están Tancol, Las Flores, Castillo de Teayo, Tantoc, Agua Nueva y Yahualica. El sitio de El Consuelo es representativo de la cultura huasteca en los últimos siglos del México prehispánico. El desarrollo cultural de la región participó de los elementos característicos de las antiguas cultural del Norte de América. El sitio de El Consuelo estuvo habitado hasta los primeros años de la conquista, cuando los indígenas que se encontraban dispersos en la Huasteca se establecieron en el poblado que hoy se llama Antiguo Tamuín, a 6 km de la zona.
El primer registro del sitio se debe a Walter Staub, quien publicó en 1919 un artículo con fotografías de varias esculturas. Para 1946, el investigador Wilfrido Du Solier realizó excavaciones en el rancho El Consuelo y en algunos edificios y encontró el llamado Altar Policromado. Fue en 1981 cuando se reanudaron los trabajos y se consolidaron varios elementos arquitectónicos. En 1990 comenzaron los trabajos de exploración y reconstrucción de la Gran Plataforma.
Entre los objetos más importantes localizados en el sitio se encuentra la escultura, hallada en 1917, que se conoce como el Adolescente Huasteco, probablemente una representación del dios Quetzalcóatl joven y considerada como una obra maestra del arte prehispánico de la cultura huasteca. También es importante la pintura mural que cubre uno de los altares, en la que se ven, en una serie de cuadretes, personajes con ricas vestimentas. Asimismo, destaca la originalidad y calidad de varias figurillas y la cerámica del periodo Preclásico.

### Tzintzin-Lujub
Sitio arqueológico llamado actualmente Agua Nueva, ubicado dentro del rancho «El Huracán», propiedad de los señores Celestino Rivera y Claudio Sánchez, a 18.7 km de la carretera Tamuín-San Vicente Tancuayalab.